# 新桥 (龙达)
新桥（西班牙語：Puente Nuevo）是西班牙南部城市龙达跨越120米深谷龙达峡谷的三座桥梁中最新也是最大的一座，始建于1751年，共修建42年，据称造成50名工人死亡。
据称，这座桥是在西班牙出镜率最高的建筑物之一。

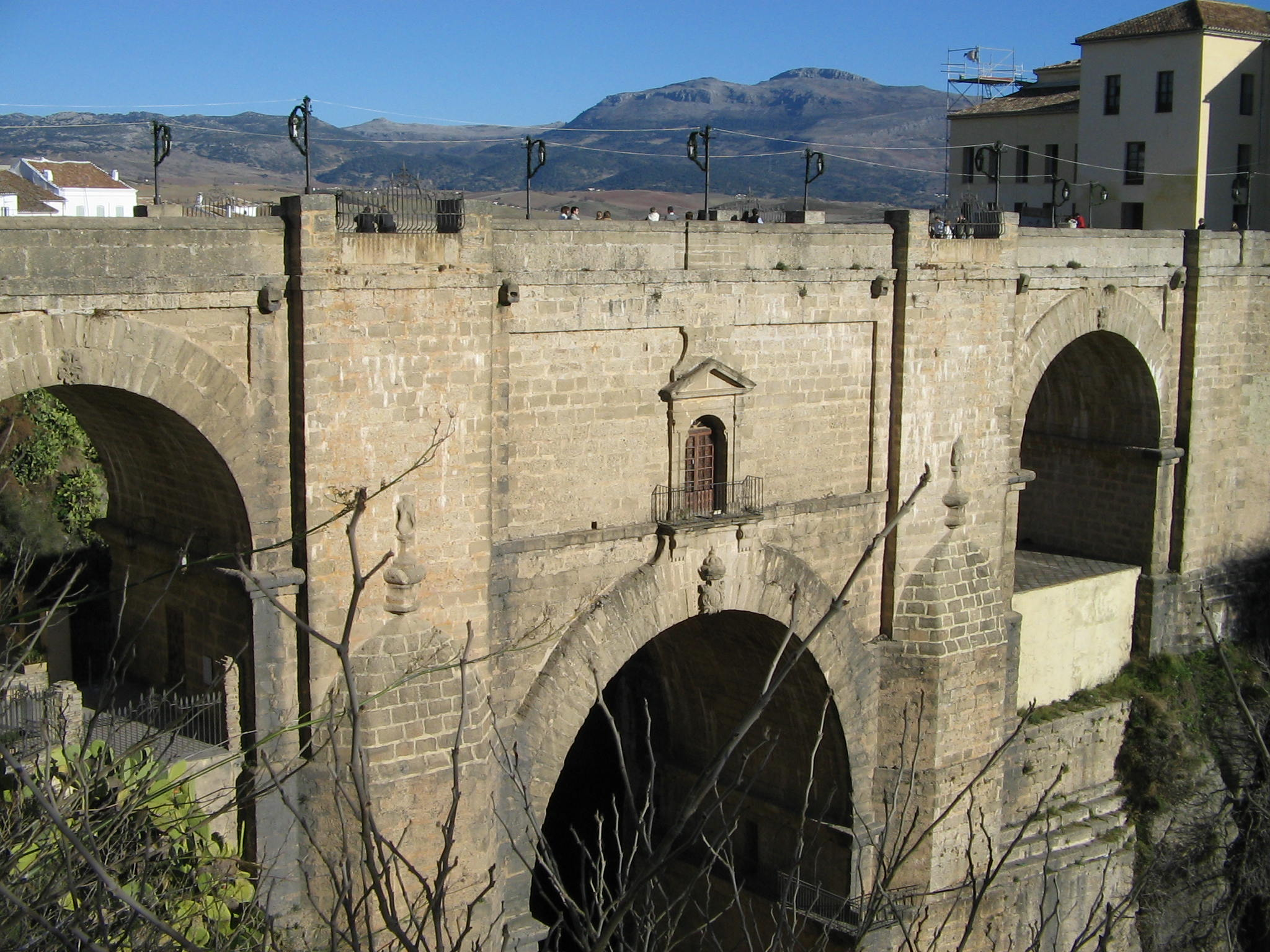
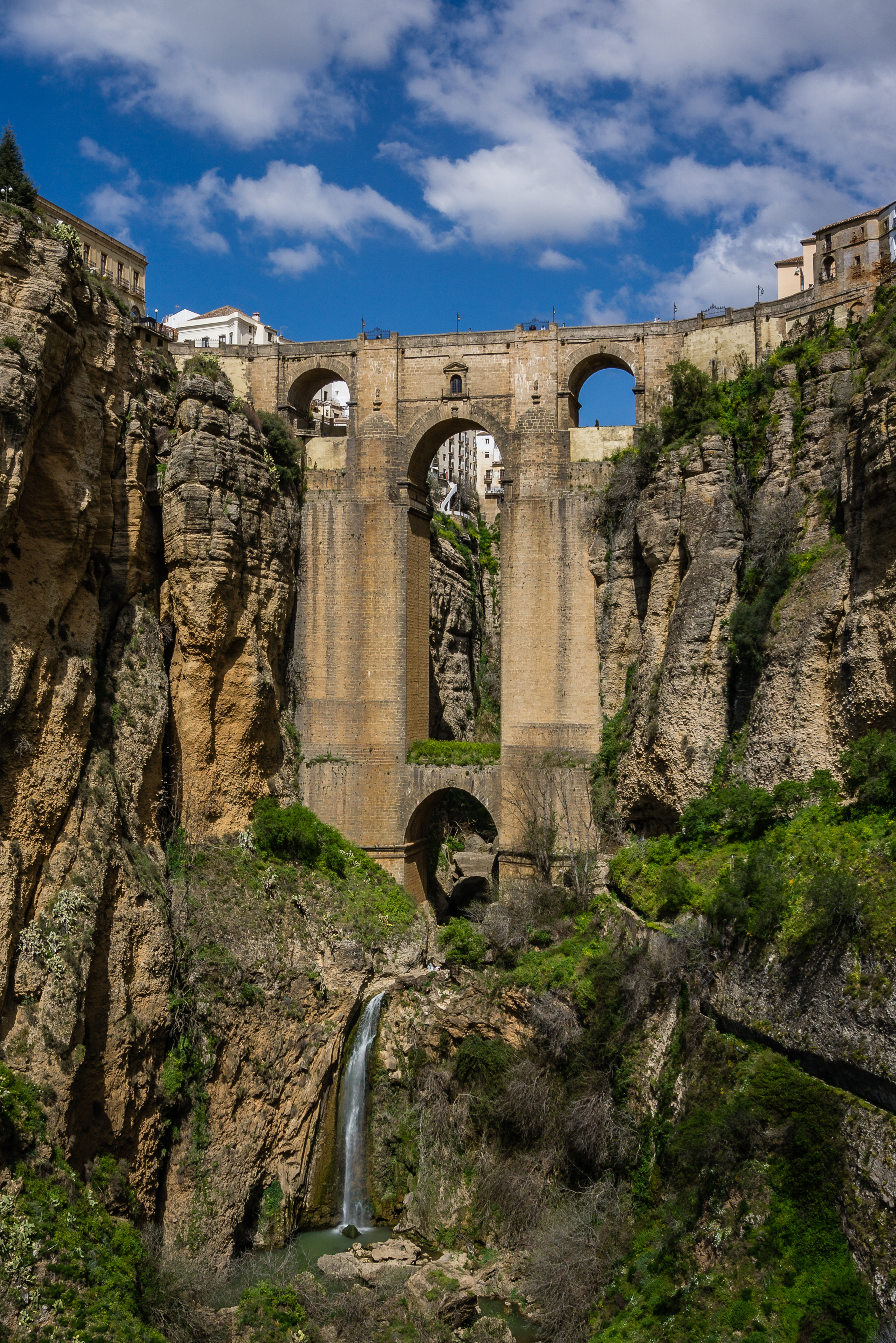
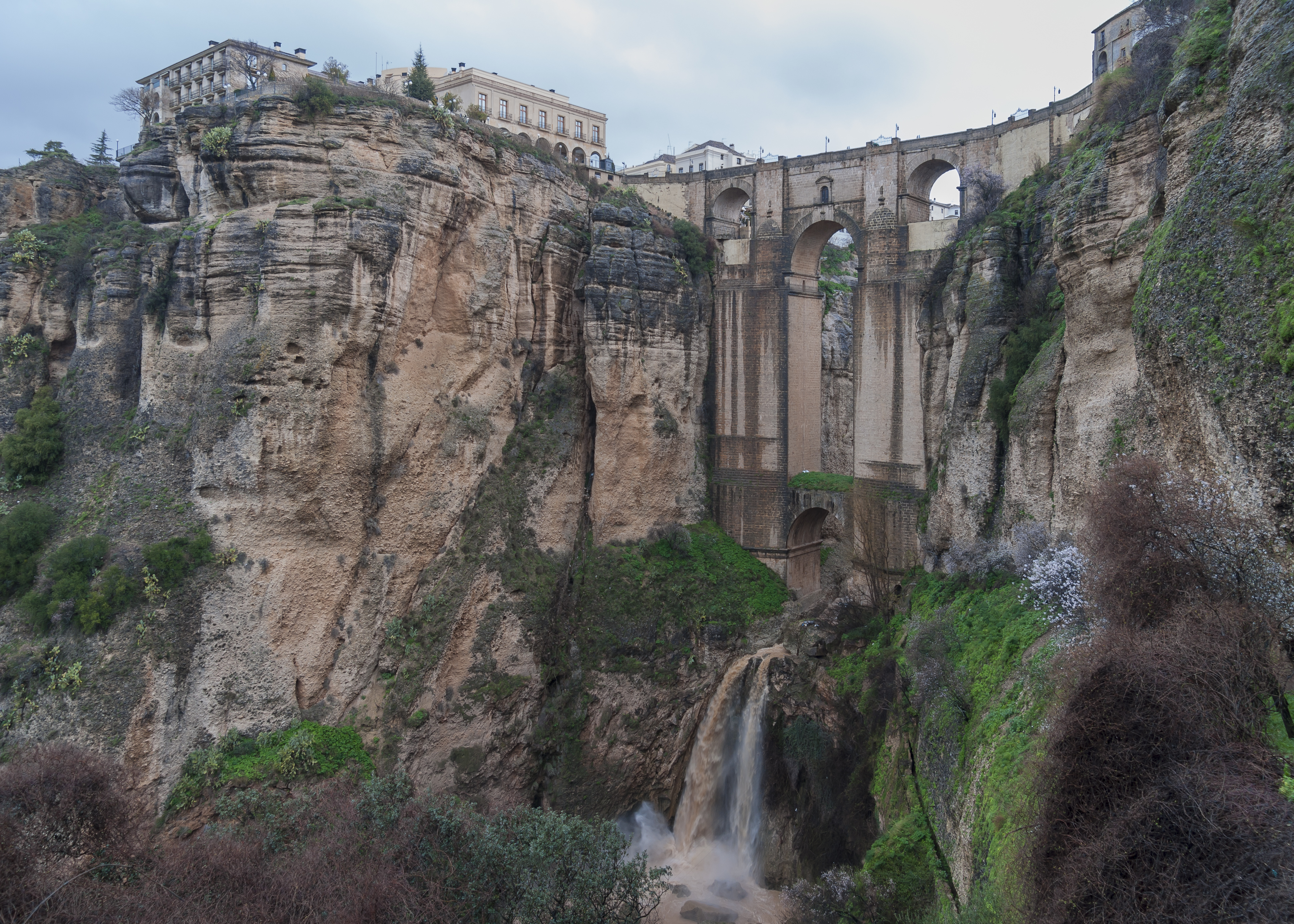
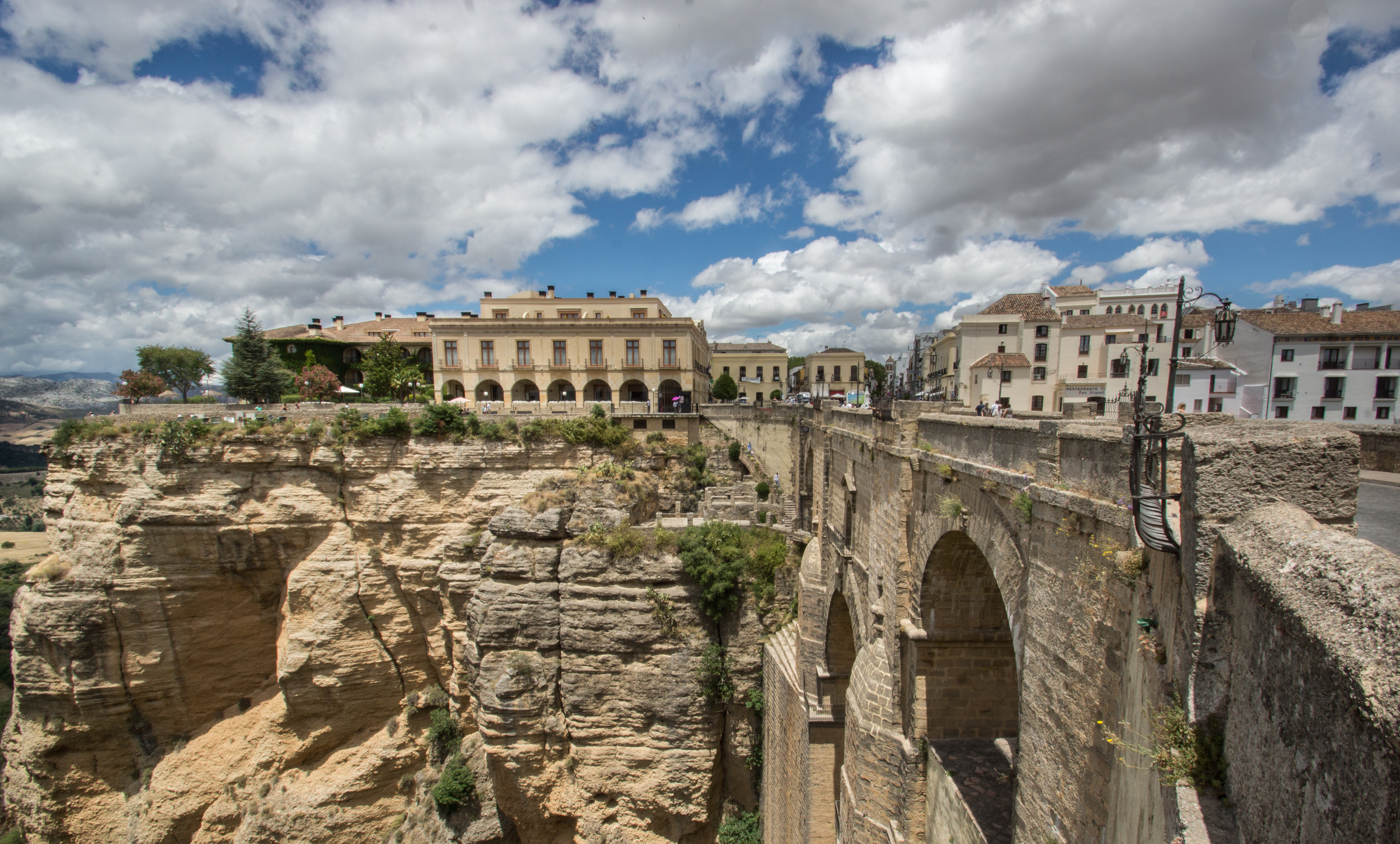
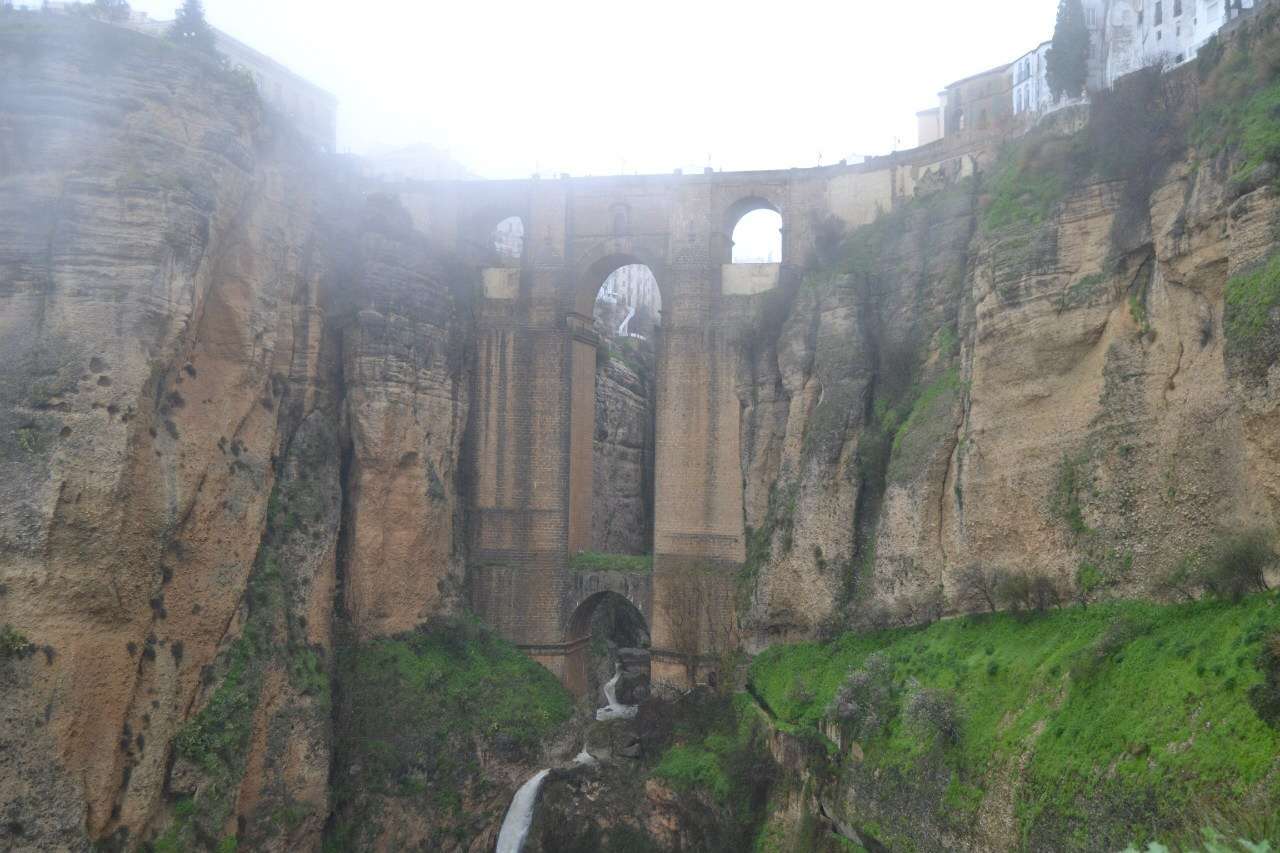